# Fluchtkogel
Fluchtkogel är ett berg i Österrike. Det ligger i distriktet Landeck och förbundslandet Tyrolen, i den västra delen av landet. Toppen på Fluchtkogel är 3 500 meter över havet.
Den högsta punkten i närheten är Weißkugel, 3 738 meter över havet, 6,8 km sydväst om Fluchtkogel.
Trakten runt Fluchtkogel består i huvudsak av glaciärar och alpin tundra.